# Angiotenzin

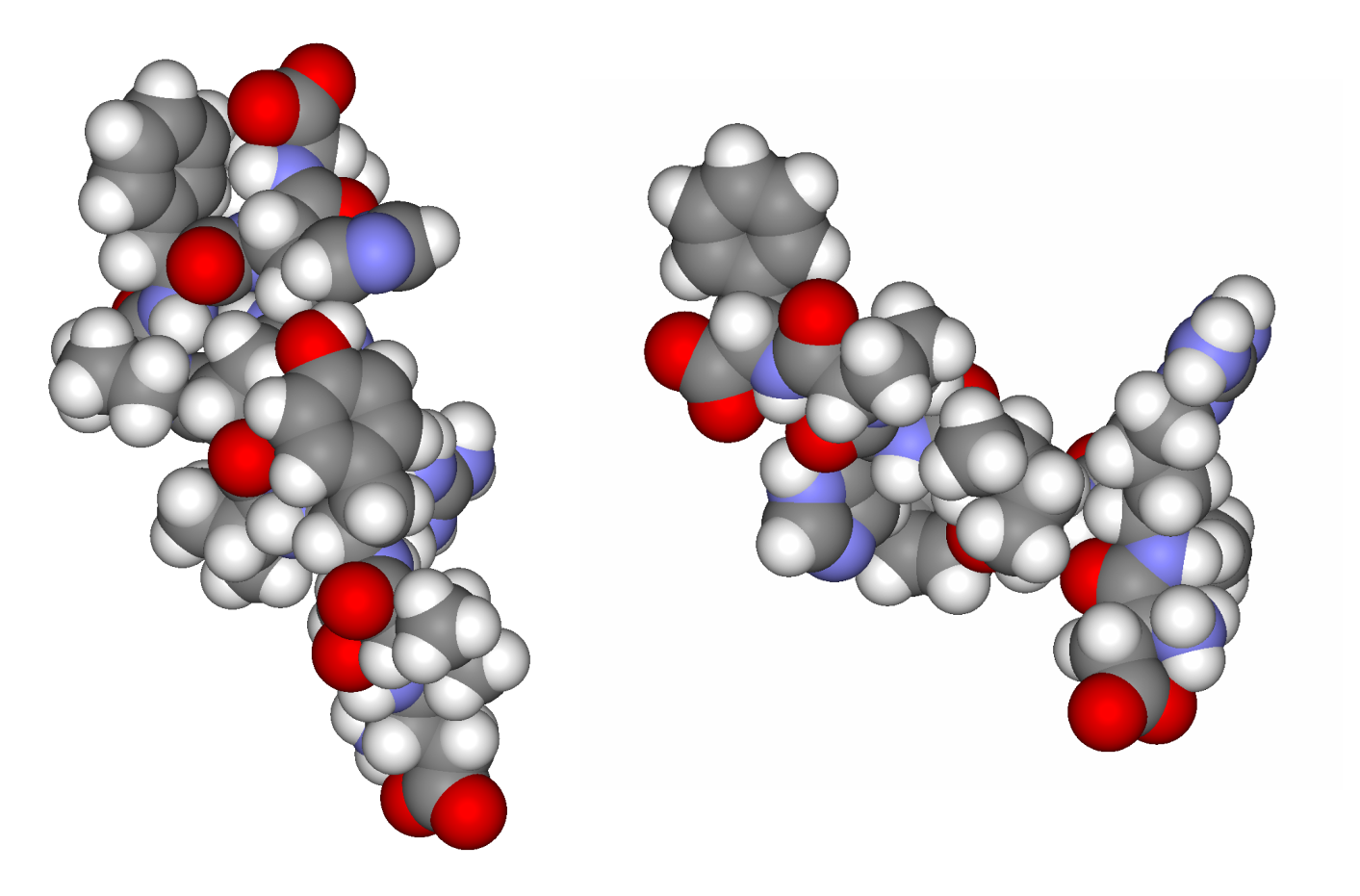
Angiotenzin I a angiotenzin II

Funkce reninu, angiotenzinu a aldosteronu; dohromady vytváří komplexní systém

Angiotenzin (Ang) je oligopeptid, který se účastní především kontroly krevního tlaku (způsobuje vazokonstrikci a vazodilataci), ale nyní je známo, že angiotenzinů je mnoho typů a že mají široké spektrum funkcí. Uplatňují se například v procesu vzniku srdeční hypertrofie, aterosklerózy, trombózy, dále však také stimulují syntézu mineralokortikoidů, funkci ledvin, regulaci CNS v otázkách příjmu tekutin, paměť, apoptózu buněk, diferenciaci tkání, syntézu kyseliny arachidonové a prostaglandinů a podobně.
Angiotenziny se vážou na tzv. angiotenzinové receptory, což jsou v podstatě receptory spřažené s G-proteinem.

## Klasifikace
Všechny angiotenziny jsou ve svém důsledku vlastně deriváty tzv. angiotenzinogenu. Známy jsou 4 typy angiotenzinů:
- Angiotenzin I – dlouhý 10 aminokyselin, vzniká účinkem reninu z proteinu angiotenzinogenu[2]
- Angiotenzin II – dlouhý 8 aminokyselin, vzniká z angiotenzinu I účinkem angiotenzin konvertujícího enzymu, způsobuje stažení cév, inhibuje tvorbu reninu (v JGA) a stimuluje tvorbu aldosteronu[2]
- Angiotenzin III – dlouhý 7 aminokyselin, vzniká z angiotenzinu II účinkem aminopeptidázy, je podobně aktivní jako AngII, ale v lidské krvi je čtyřikrát vzácnější[2]
- Angiotenzin IV

Angiotenziny jsou rychle z krve odstraňovány pomocí angiotenzináz.